# 下奧斯格拉本湖
下奧斯格拉本湖（德語：Unterer Ausgrabensee），是德國的湖泊，位於該國北部石勒蘇益格-荷爾斯泰因州，由普倫縣負責管轄，面積0.05平方公里，最大水深5.5米，湖岸線長度1.2公里。